# Conus crosseanus
Conus crosseanus é uma espécie de gastrópode do gênero Conus, pertencente à família Conidae.